# Фредерік, принц Уельський
Фредерік Луї, принц Уельський (англ. Frederick Louis, Prince of Wales, нім. Friedrich Ludwig, Prinz von Wales; 31 січня 1707, Ганновер, Священна Римська імперія — 31 березня 1751, Лестер-гауз, Лондон, Велика Британія) — старший син і наступник Георга II, короля Великої Британії, та королеви Кароліни. Батько короля Георга III.
За Актом про успадкування престолу, прийнятому Парламентом у 1701 році, на момент народження Фредерік був четвертим у лінії престолонаступництва Великої Британії після своєї прабабусі Софії, діда Георга, курфюрста Ганноверу, та батька Георга. Курфюрст посів британський престол у 1714 році. Після смерті діда його батько став королем, а сам Фредерік у 1728 році отримав титул принца Уельського. Фредерік помер раніше за батька, тому після Георга II престол успадкував Георг III — син Фредеріка.

## Ранні роки

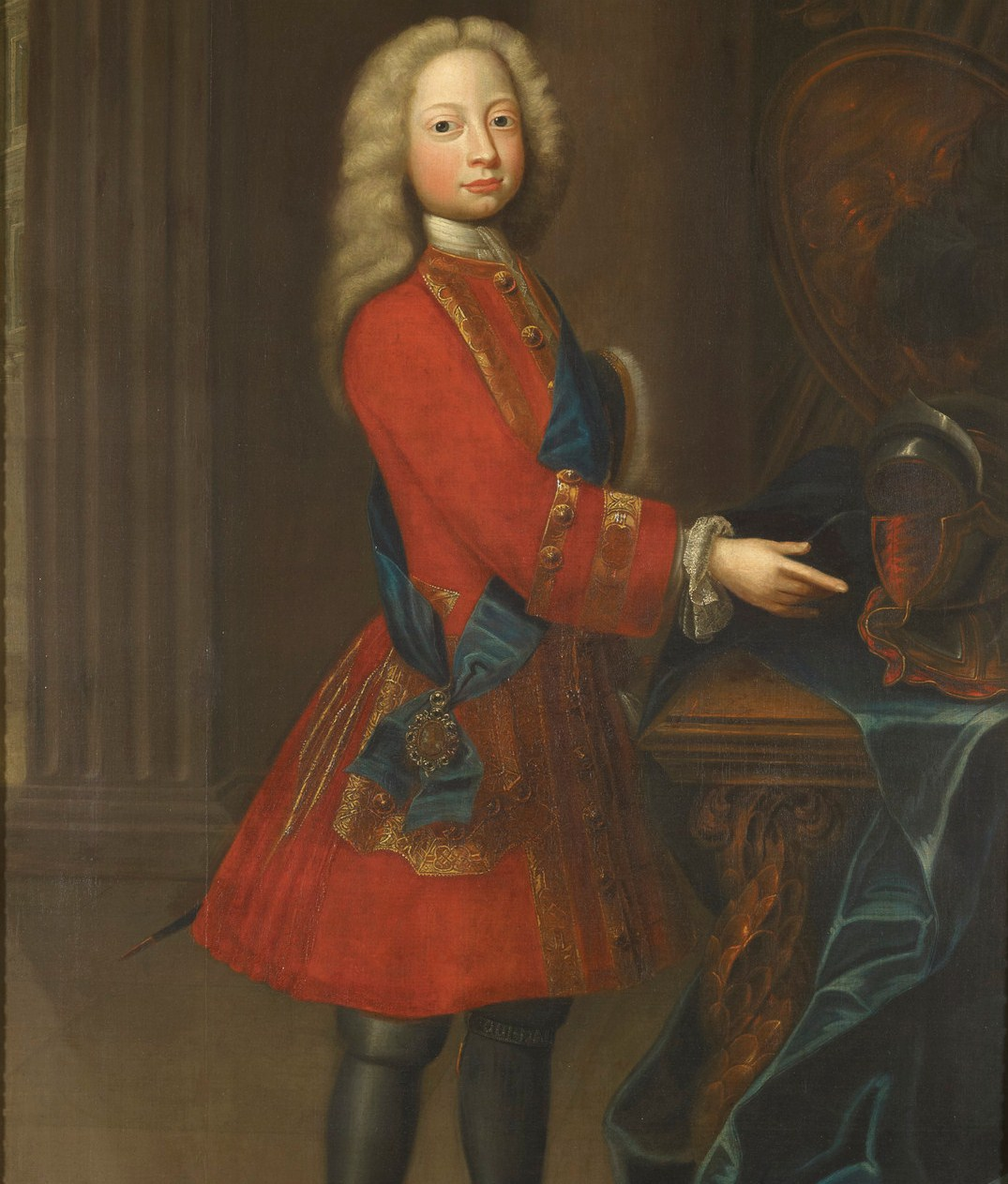
Портрет 1720 року

Принц Фредерік Луї народився 31 січня (20 січня за старим стилем) 1707 року в Ганновері у Священній Римській імперії. Син принца Георга, сина курфюрста Ганноверу, та його дружини Кароліни. Курфюрст також став одним із двох хрещених батьків Фредеріка і був сином Софії Ганноверської, онучки англійського короля Якова I та VI (правив 1603—1625), а також двоюрідним братом і правонаступником тодішньої королеви Анни Стюарт після своєї матері. Проте Софія померла раніше за Анну, в червні 1714 року, внаслідок чого курфюрст Георг став наступником престолу Великої Британії. Королева Анна померла у серпні 1714 року, і відтоді курфюрст став королем Георгом I. Через це батько Фредеріка став першим у лінії престолонаступництва, а сам Фредерік — другим. Іншим хрещеним батьком Фредеріка був король Пруссії Фрідріх I. У родинному колі Фредеріка називали «Грифом» (Griff).
У рік, коли королева Анна померла і Георг I був коронований, батьки Фредеріка, Георг, принц Уельський, та Кароліна, були змушені переїхати із Ганновера на проживання до Лондона. На той час Фредерікові було 7 років. Його залишили в Ганновері під опіку двоюрідного діда Ернста Августа, і він не бачив своїх батьків наступні 14 років.
1722 року фізик Чарлз Мейтленд зробив Фредерікові щеплення від віспи за інструкціями його матері Кароліни. Його дід Георг I надав онукові титули герцога Единбурзького, маркіза острова Ілі, графом Елтамським, віконтом Лонсестонським та бароном Снодоном 26 липня 1726 року.
Фредерік прибув до Великої Британії у 1728 році — за рік після того, як його батько став королем Георгом II. Тоді Георг і Кароліна мали кількох молодших дітей, а Фредерік був молодим чоловіком, який полюбляв алкоголь, азартні ігри та жінок. Довгий розрив між батьками і Фредеріком завдав шкоди їхнім стосункам, і вони більше ніколи не були близькими між собою. Того ж року було засновано місто Фредеріксбург у Вірджинії, назване на честь принца Фредеріка. Іншими населеними пунктами, названими на честь нього, є Принс-Фредерік у Меріленді, Форт-Фредерік у Олбані, форт Фредерік у Мені (1729—1730), Форт Фредерік у Південній Кароліні та Форт-Фредеріка у Джорджії; посмертно на честь принца назвали Форт Фредерік у Меріленді, Пойнт-Фредерік та Форт-Фредерік в Онтаріо й Форт-Фредерік у Нью-Брансвіку.

## Принц Уельський

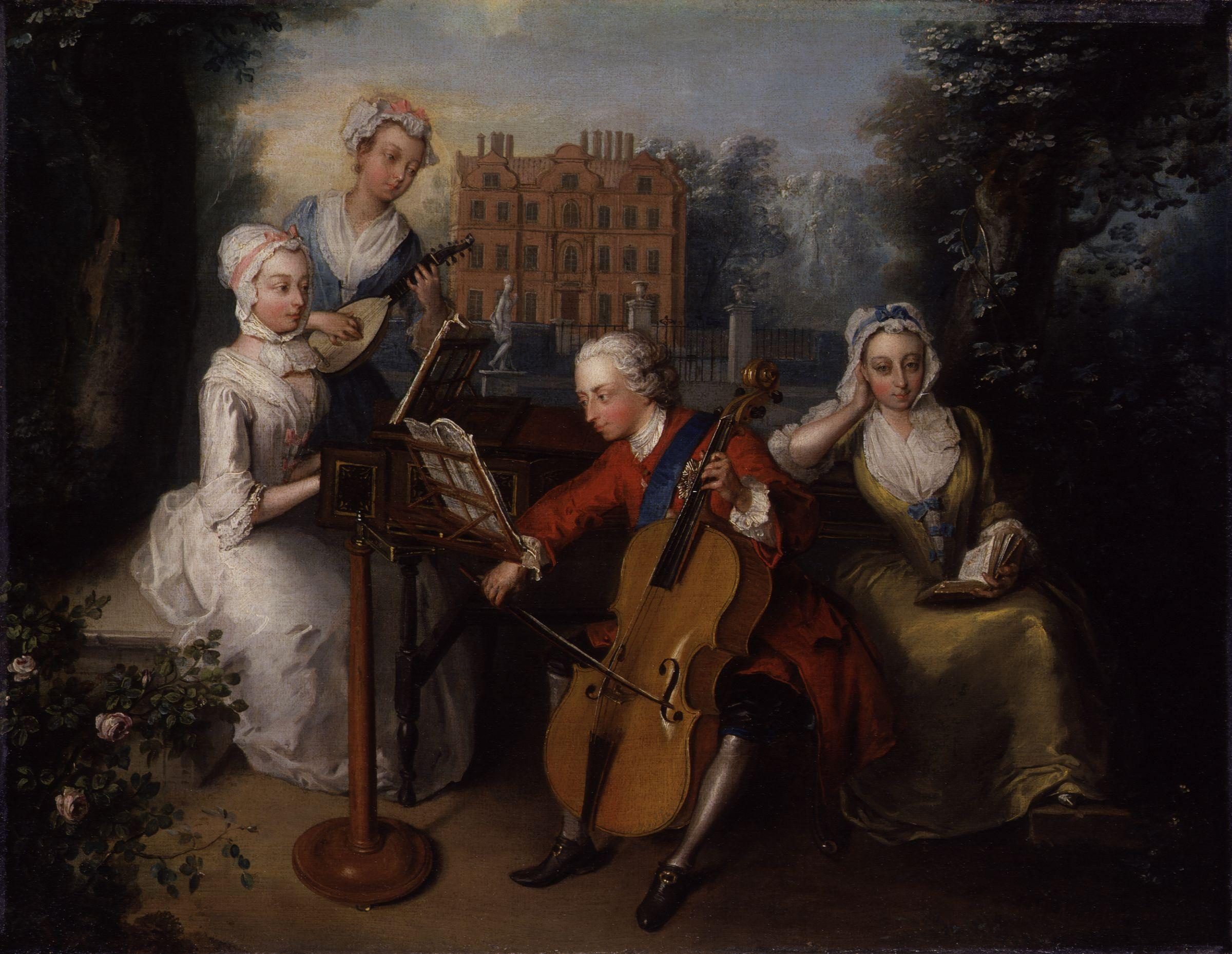
Принц Уельський разом із сестрами Анно, Кароліною та Амелією. Філіпп Мерсьє, 1733

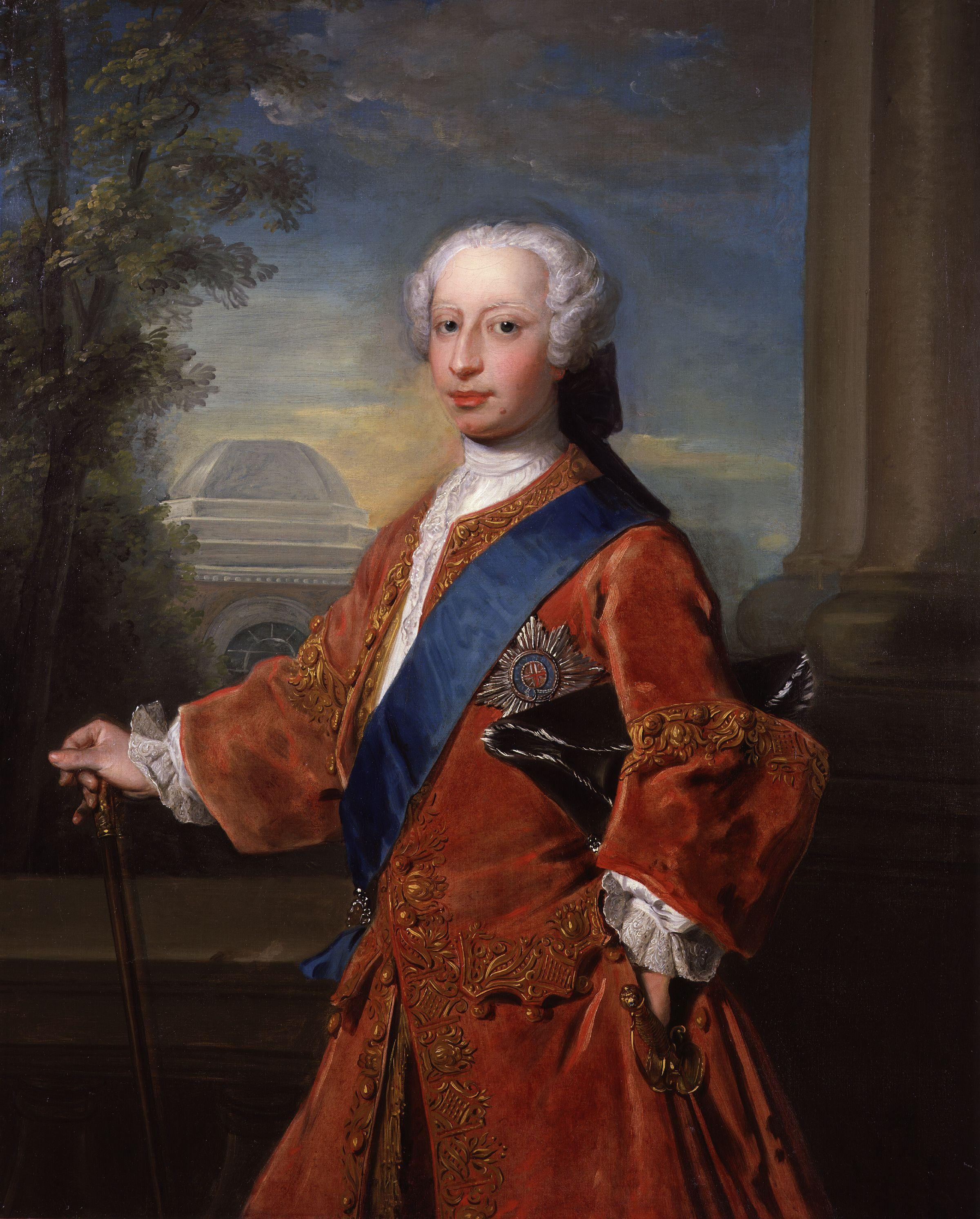
Портрет роботи Філіппа Мерсьє, 1736

Ймовірно, однією з причин неприязні між Фредеріком та батьками було те, що його дід вважав свого онука малою дитиною і лише представником Ганноверського дому. Фредерік головував на офіційних заходах у Ганновері за відсутності батьків. Йому не дозволяли переїхати до Великої Британії, поки на престол не зійшов його батько в 1727 році. Фредерік і надалі був відомий як принц Фрідріх Людвіг Ганноверський (із британським стилем Його Королівської Високості) навіть тоді, коли його батько став принцом Уельським.
Фредерік отримав титул принца Уельського 7 січня 1728 року. У 1728—1751 роках він був десятим ректором Дублінського університету, і його портрет досі висить у залі дублінського Триніті-коледжу.
Певний час Фредерік підтримував опозиційних політиків. Вони підтримували Оперу дворянства на Лінкольнс-Інн-Філдс як суперника Театру Його Величності Георга Фрідріха Генделя на Геймаркеті, фінансованому королівською родиною. Фредерік був любителем музики і грав на альті та скрипці; існують три портрети авторства Філіппа Мерсьє, на яких Фредерік зображений зі своїми сестрами, граючи на музичних інструментах. Він обожнював природничі науки та мистецтво.
Принц намагався в усьому протиставити себе батькам. Улюбленою дитиною короля Георга II та королеви Кароліни був молодший брат Фредеріка Вільям, герцог Камберлендський. Королівське подружжя розглядало можливість поділити свої володіння, зробивши так, щоб Фредерік успадкував лише Британію, а Вільям — Ганновер.
Джон Герві, 2-й барон Герві, та Фредерік, використовуючи псевдонім «Капітан Бодкін», написали комедію, яку було зіграно на сцені Королівського театру на Друрі-Лейн у жовтні 1731 році. Критики і директор театру негативно оцінили цей твір. Серед глядачів у театрі були солдати, які мали підтримувати лад під час вистави, і коли більшості глядачів вона також не сподобалася, їм повернули гроші. Фредерік та Джон також мали спільну коханку, Анну Вейн, яка у червні 1732 року народила сина ФітцФредеріка Вейна. Його батьком міг стати або Фредерік, або Джон Герві, або Вільям Стенгоуп, 1-й граф Гаррінгтон — ще один її коханець. Принц та Джон Герві ревнували один одному, що могло стати причиною кінця їхньої дружби. Пізніше Герві писав, що Фредерік був «фальшивим» і «ніколи не вагався говорити брехню, яка служила його чинній меті».

## Покровитель мистецтва

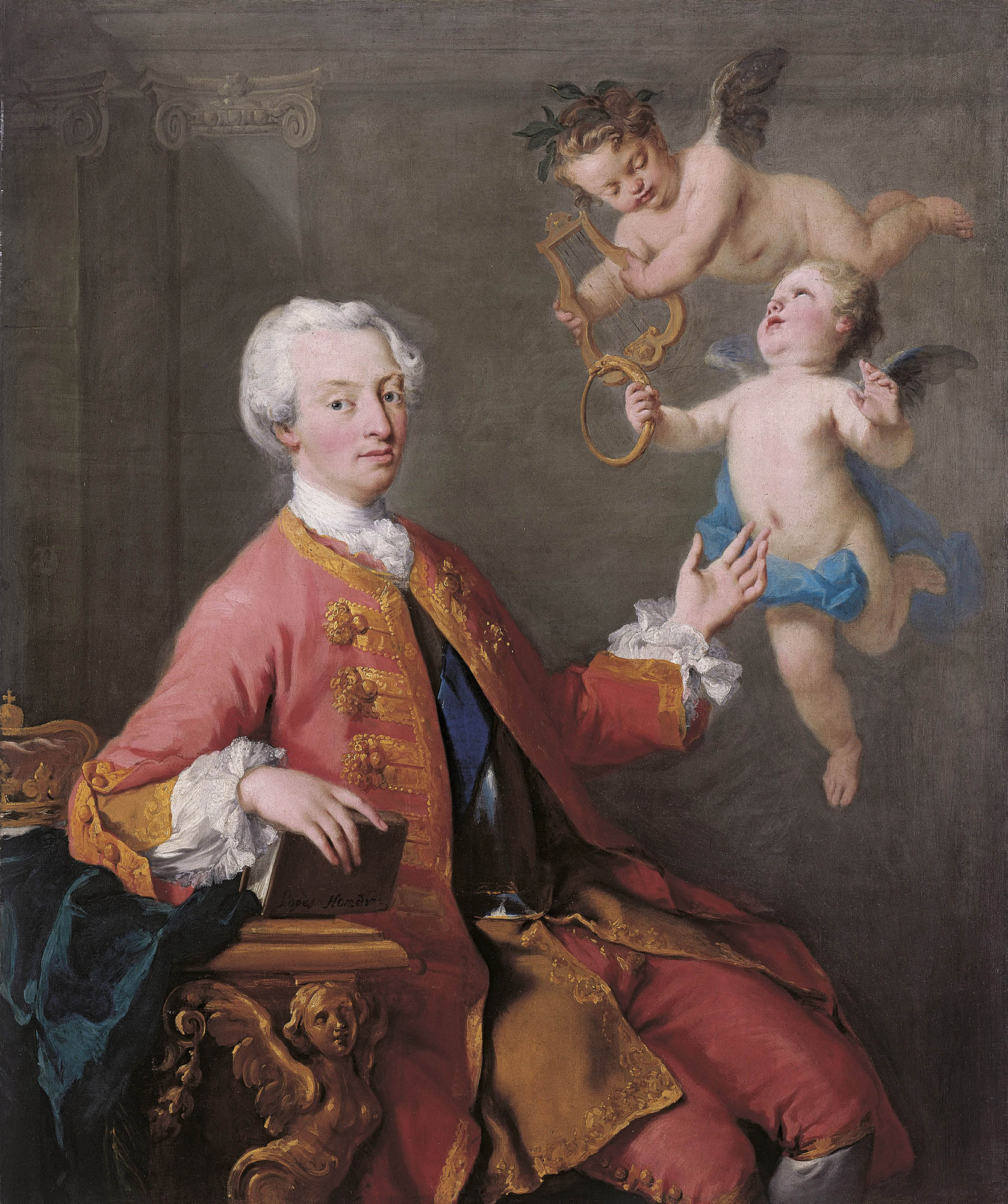
Портрет Фредеріка, принца Уельського, із ангелами. Якопо Амігоні, 1735

Одним із результатів патронату Фредеріка над мистецтвом стала поява патріотичної пісні «Прав, Британіє, морями!» Мелодію до неї написав англієць Томас Арн, а слова — шотландець Джеймс Томсон як частину маски «Альфред», яку вперше зіграли 1 серпня 1740 року в Клівдені. Томас Арн був одним із улюблених митців Фредеріка. Маска, що пов'язувала Фредеріка із перемогами середньовічного англійського короля Альфреда Великого над вікінгами та з актуальним тоді питанням розбудови британського флоту, цілком відповідала політичним прагненням принца. Томсон, який підтримував Фредеріка у політиці, присвятив йому свій раніший твір «Свобода» (1734).

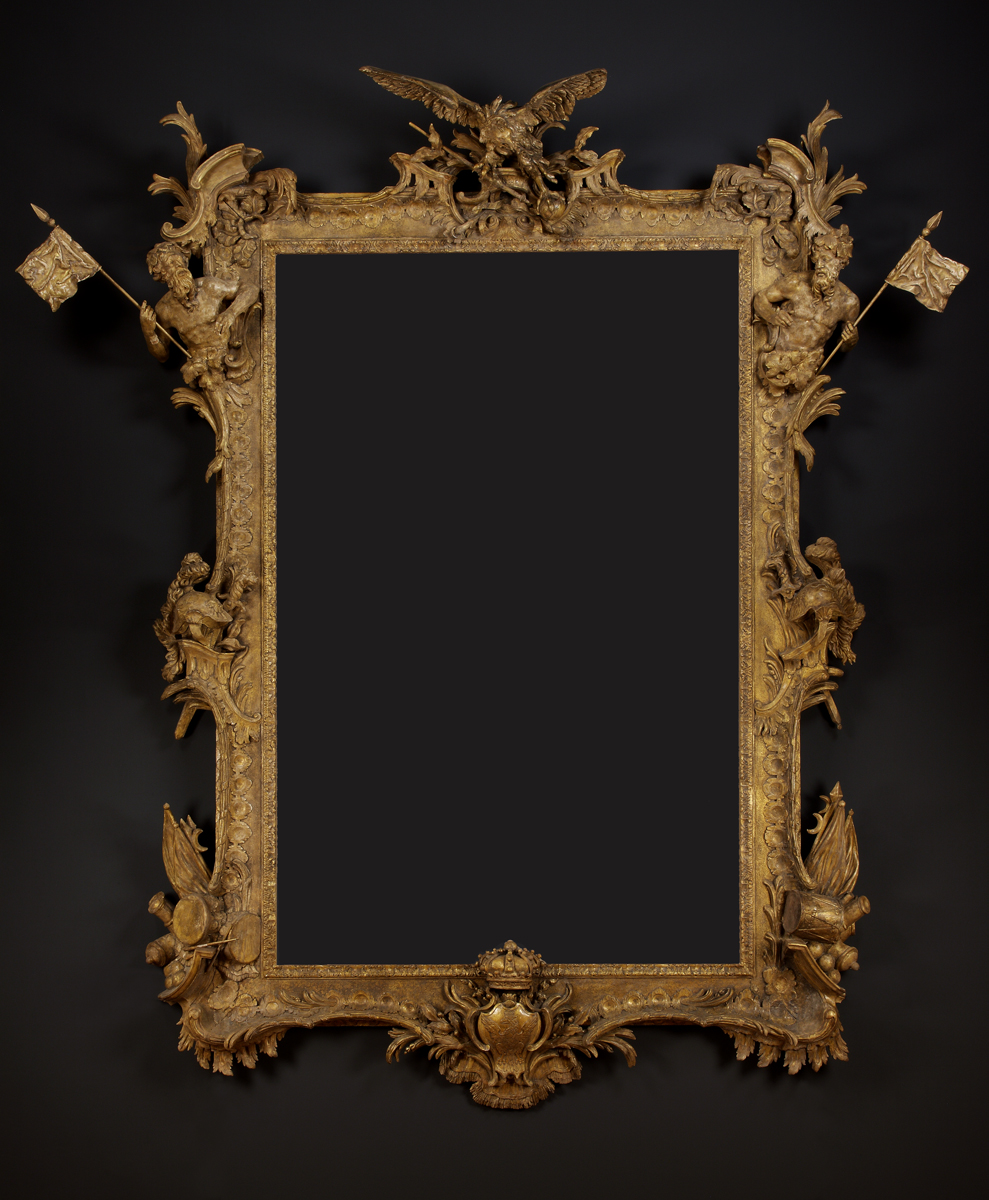
Позолочена рама, виконана Полем Петі для принца Уельського

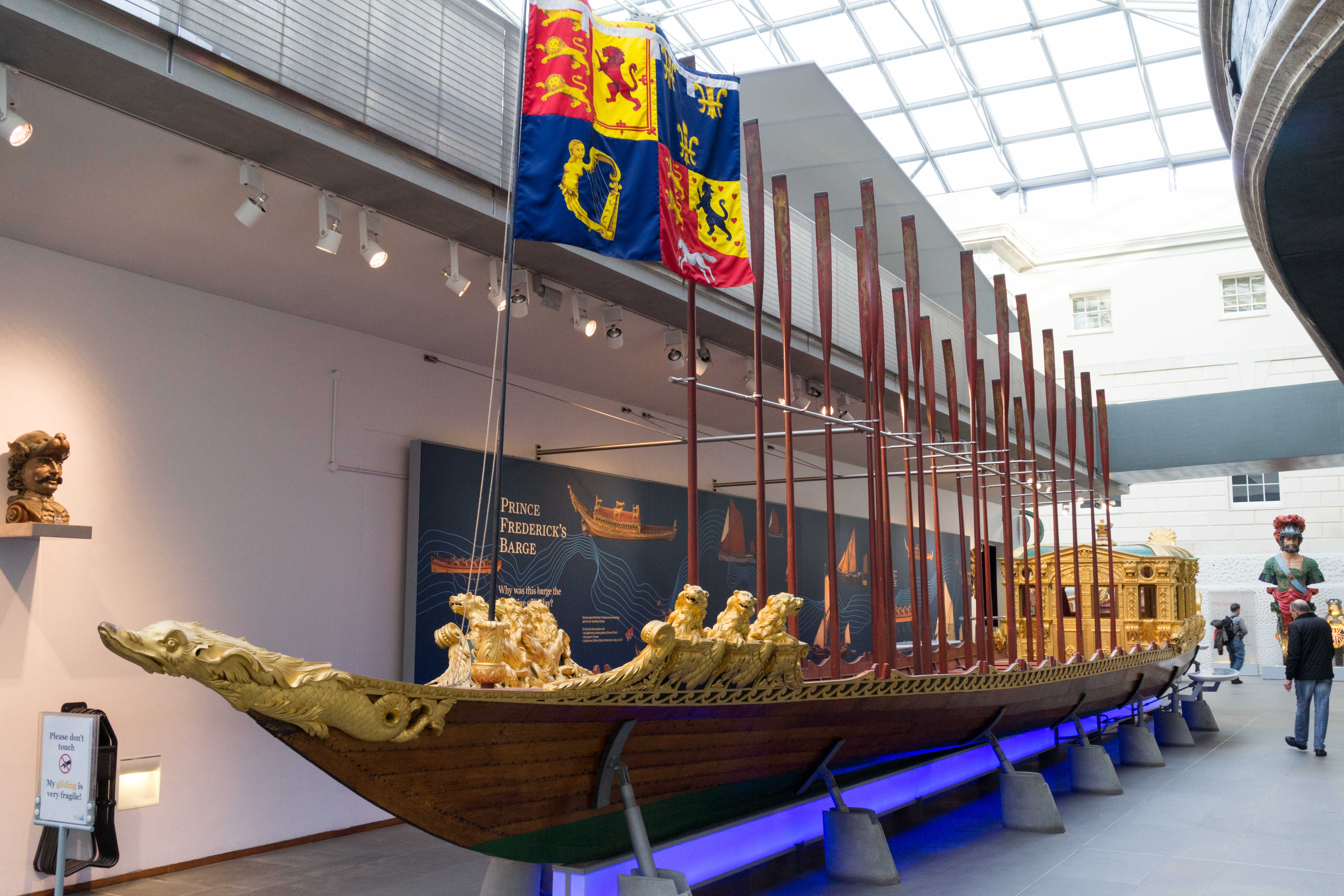
Баржа принца Фредеріка

На відміну від короля, Фредерік був умілим художником-аматором і підтримував іноземних художників, що іммігрували до Британії, як-от Якопо Амігоні та Жана-Батиста ван Лоо, які написали портрети Фредеріка та його дружини для Вільяма Палтні, 1-го графа Бат. До інших митців, яких фінансував принц, належать представники англійського рококо: Філіпп Мерсьє, Джон Вуттон, Джордж Наптон та гравер Джозеф Гупі. Принц зіграв вирішальну роль у популяризації стилю рококо в декоративному мистецтві; він відкрито виявляв прихильність до французьких ремісників-гугенотів, фінансував срібників (Ніколя Спрімонт), власників іграшкових крамниць (Поль Бертранд), різьбярів та позолотників, найбільш визначних серед яких був Поль Петі, який працював на церемоніальній баржі Вільяма Кента, створеній у неопалладіанському стилі, яка досі експонується в Національному морському музеї. Також Петі працював над кількома рамами для трофеїв у стилі рококо, які є одним зі значущих свідчень патронату Фредеріка над декоративним мистецтвом. Одна рама, виготовлена в 1748 році для його двоюрідного брата, короля Пруссії Фрідріха II, була особливо розкішною і символізувала, що Фредерік асоціював себе із освіченим абсолютистським правлінням прусського монарха, але не із батьком. На рамі є портрет Фрідріха II, написаний Антуаном Пеном; виріб досі зберігається в Королівській колекції.
Станом на зараз жоден із будинків принца Фредеріка не збереглися. Будинок Клівден значно перебудований, а Норфолк-гауз, Карлтон-гауз, Лестер-гауз та К'ю-гауз були знесені.

## Особисте життя

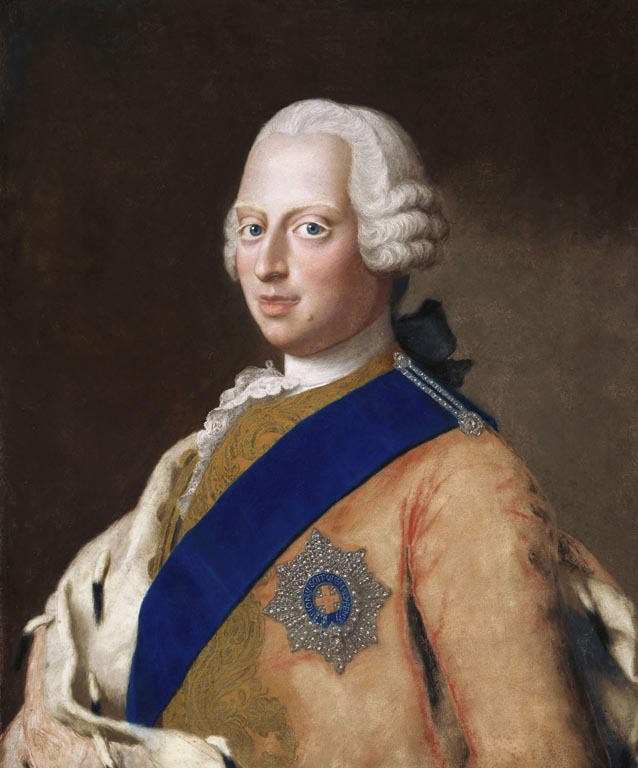
Посмертний портрет Фредеріка, принца Уельського, написаний Жаном Етьєном Ліотаром 1754 року

У 1720-х роках тривали переговори між Георгом II та королем Пруссії Фрідріхом Вільгельмом I про шлюб між принцом Фредеріком та принцесою Вільгельміною. Фредерік, який тоді ще перебував у Ганновері, схвалив такі шлюбні перемовини навіть попри те, що пара ніколи не бачилась особисто. Георг II не був зацікавлений у переговорах, проте продовжив їх із дипломатичних міркувань. Фредерік, розчарований затримкою в переговорах, відправив свого посланця до Пруссії. Дізнавшись про план, Георг II наказав синові переїхати до Великої Британії із Ганновера. Переговори зазнали невдачі, коли король Фрідріх Вільгельм став вимагати, щоб принц Фредерік став регентом у Ганновері.
Також принц Фредерік розвинув стосунки із леді Діаною Спенсер, які майже дійшли до шлюбу. Леді Діана була дочкою Чарлза Спенсера, 3-го графа Сандерленд, та леді Анни Черчилль, батьками якої були полководець Джон Черчилль та Сара, герцогиня Мальборо, яка мала значний вплив на політику Британії. За шлюб онучки із принцом Фредеріком герцогиня Мальборо пропонувала посаг у розмірі £100 000. Принц Фредерік тоді мав сплатити великий борг, тому погодився на пропозицію, проте шлюбу завадили прем'єр-міністр Роберт Волпол та король.

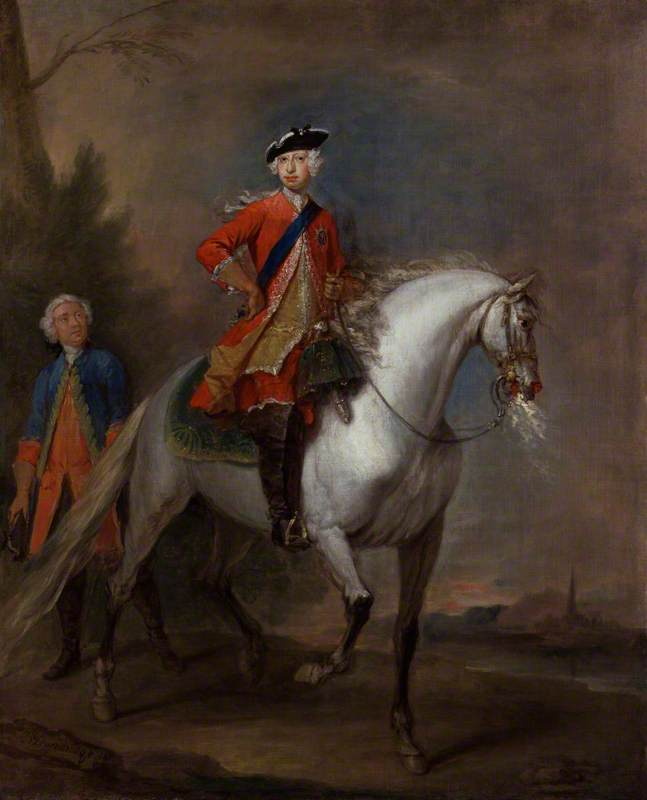
Робота Бартолом'ю Дендріджа, 1732

Хоча в молодості принц Фредерік був марнотратним і полюбляв жінок, він став більш спокійним після шлюбу із 16-річною Августою Саксен-Гота-Альтенбурзькою 27 квітня 1736 року. Весілля відбулося в Королівській каплиці палацу Святого Якова, богослужіння очолив Едмунд Гібсон, єпископ Лондонський і декан Королівської каплиці. Гендель з нагоди весілля написав новий гімн «Співайте до Бога» (Sing Unto God). У Лондоні весілля також справили двома операми — «Аталанта» Генделя та «La festa d'Imeneo» Нікола Порпора.
У травні 1736 року король Георг II покинув Велику Британію і виїхав до Ганновера, що спричинило суспільний осуд. Король вирішив повернутися до Лондона попри негоду. Судно, на якому їхав король, потрапило в шторм у Ла-Манші. Через це Лондоном поширились чутки, що судно короля затонуло. Проте в січні 1737 року Георг II повернувся до Великої Британії і одразу ж захворів: у нього були набряки та жар, він протягом певного часу не вставав із ліжка. Принц Уельський Фредерік сказав, що його батько помирає, і це спонукало короля влаштувати світський захід, щоб спростувати ці чутки.

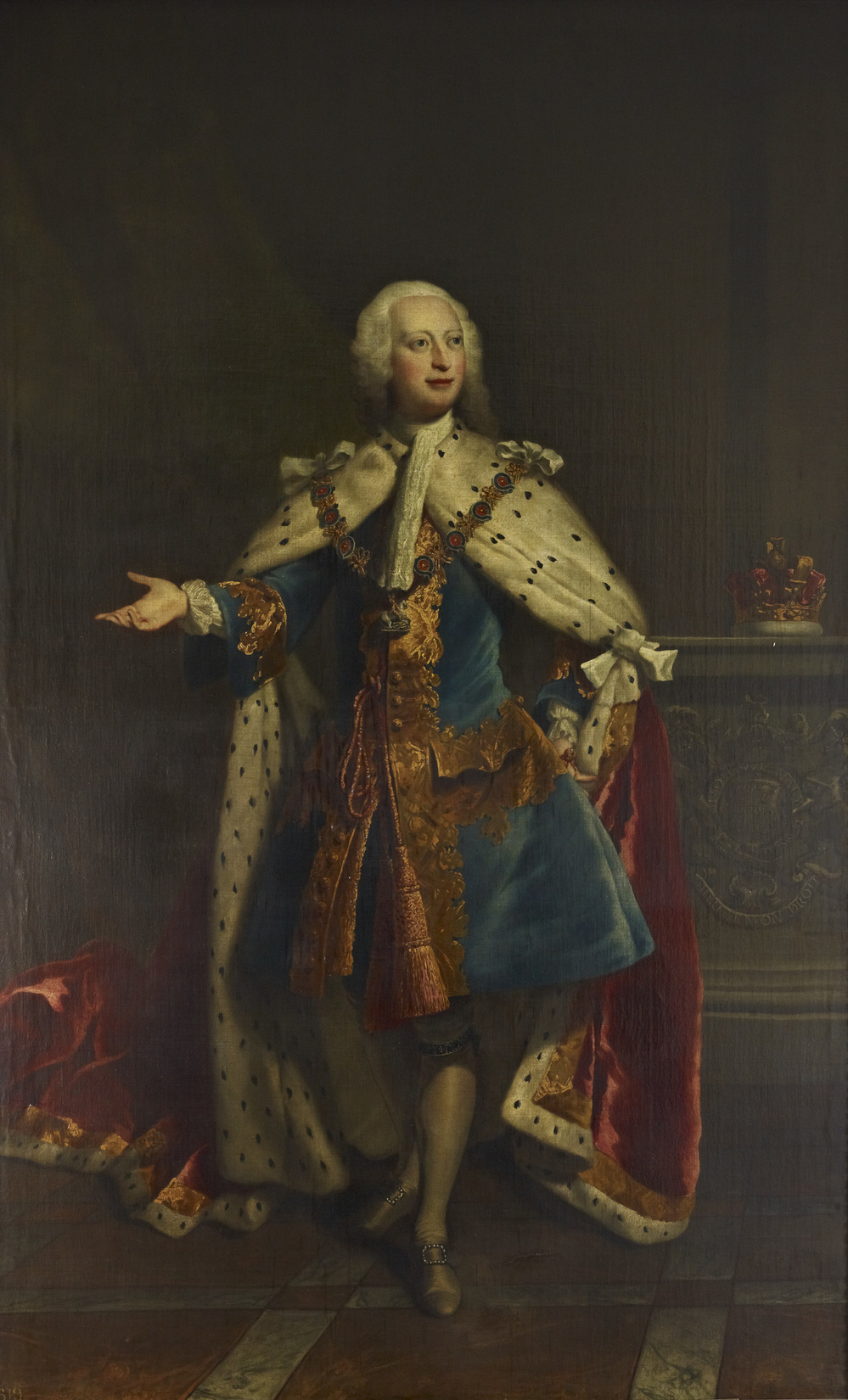
Робота невідомого художника, 1740-ві роки

Принц Фредерік мав великі борги і в сплаті їх покладався на допомогу свого друга — Джорджа Додінгтона, 1-го барона Мелкомб. Король Георг відмовився надати синові достатньо, на його думку, грошей для сплати боргів, тому принц продовжував відкрито виступати проти уряду свого батька. Так, він виступив проти Акту про джин 1736 року, за допомогою якого держава могла контролювати «лихоманку джину», яка тоді охопила Британію. Фредерік звернувся до парламенту, щоб той розширив його фінансування, і вихід конфлікту в публічну площину спричинив поглиблення конфлікту між батьками та сином. Фінансування принца збільшили, проте на меншу суму, ніж він вимагав.
У червні 1737 року Фредерік повідомив, що принцеса Августа вагітна і має народити у жовтні. Проте принцеса народила вже у липні. Уночі, коли в Августи почалися пологи, принц повіз її із палацу Гемптон-корт до палацу Святого Якова, щоб бути впевненим у тому, що король та королева не зможуть стати свідками народження дитини. Дорогою принцеса Августа була змушена відчувати ще більший біль, спричинений трясінням карети. Королева Кароліна швидко поїхала до палацу Святого Якова із вечірки, яка відбувалася в Гемптон-корті, разом із двома дочками та лордом Герві. Приїхавши, королева виявила, що принцеса Уельська народила «бідну, потворну і маленьку мишку» замість очікуваного «великого, товстого, здорового хлопчика». Народження дочки і самі обставини події погіршили стосунки матері та сина. Новонароджену принцесу назвали Августою Фредерікою Луїзою.
Принца Фредеріка вигнали із королівського двору, і новим місцем проживання принца та його сім'ї став палац Лестер-гауз, де свого часу проживали його батьки після розриву із королем Георгом I. Наприкінці 1737 року королева Кароліна важко захворіла і померла; напередодні її смерті король Георг відхилив прохання сина про побачення із матір'ю. Фредерік дбав про сім'ю, разом із дружиною та дітьми проживав у заміському володінні Клівден, де принц займався риболовлею, стрільбою та веслуванням. 1742 року прем'єр-міністр Роберт Волпол подав у відставку, і склад уряду змінився. До нього увійшли друзі принца Фредеріка, що сприяло покращенню стосунків із королем.
Після повстання якобітів 1745 року принц познайомився із Флорою Макдональд, яку підозрювали тому, що вона допомогла втекти Карлу Едварду Стюарту, і ув'язнили в замку Тауер. Фредерік домігся звільнення Макдональд. 1747 року принц знову приєднався до політичної опозиції, через що король розпустив парламент. На загальних виборах союзники Фредеріка зазнали поразки.

## Крикет

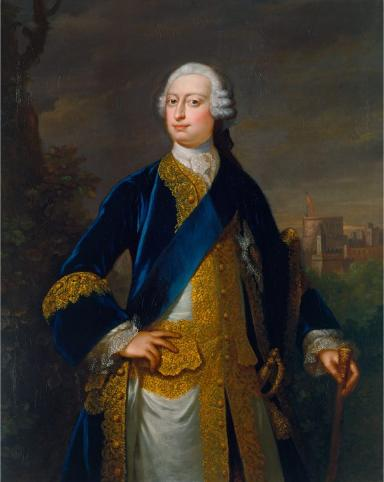
Робота невідомого художника, 1745

На той час, коли Фредерік приїхав до Великої Британії, найпопулярнішим командним видом спорту в країні завдяки, серед іншого, азартним іграм став крикет. Ймовірно, щоб адаптуватись до нового для себе суспільства, принц розвинув у себе інтерес до крикету і незабаром став ентузіастом у грі. Він почав укладати ставки, а потім кілька разів створював власні команди для гри.
Найдавніша згадка про участь принца Уельського у матчі з крикету датується 28 вересня 1731 року, коли відбувся матч між командами графства Суррей та Лондона на Kensingron Common.
У серпні 1732 року газета Whitehall Evening Post повідомила, що принц відвідав «чудовий матч із крикету» у К'ю 27 липня того ж року.
Принц Уельський був залучений до гри сезону 1733 року. Перед матчем команди графства Суррей проти команд Міддлсексу він роздав кожному гравцеві гінею. Потім він нагородив об'єднану команду Суррей та Міддлсексу, яка обіграла команду Кенту, срібним кубком. 31 серпня принц зіграв проти команди сера Вільяма Гейджа; ймовірно, ця гра була матчем між графствами Суррей та Сассекс.
Після 1733 року принц Фредерік згадується як покровитель крикету та гравець.
Принц помер 31 березня 1751 року, незадовго після Чарлза Леннокса, 2-го герцога Ричмондського. Смерть принца та герцога, найбільших меценатів гри у крикет, зробила гру менш популярною серед вищих класів.

## Смерть

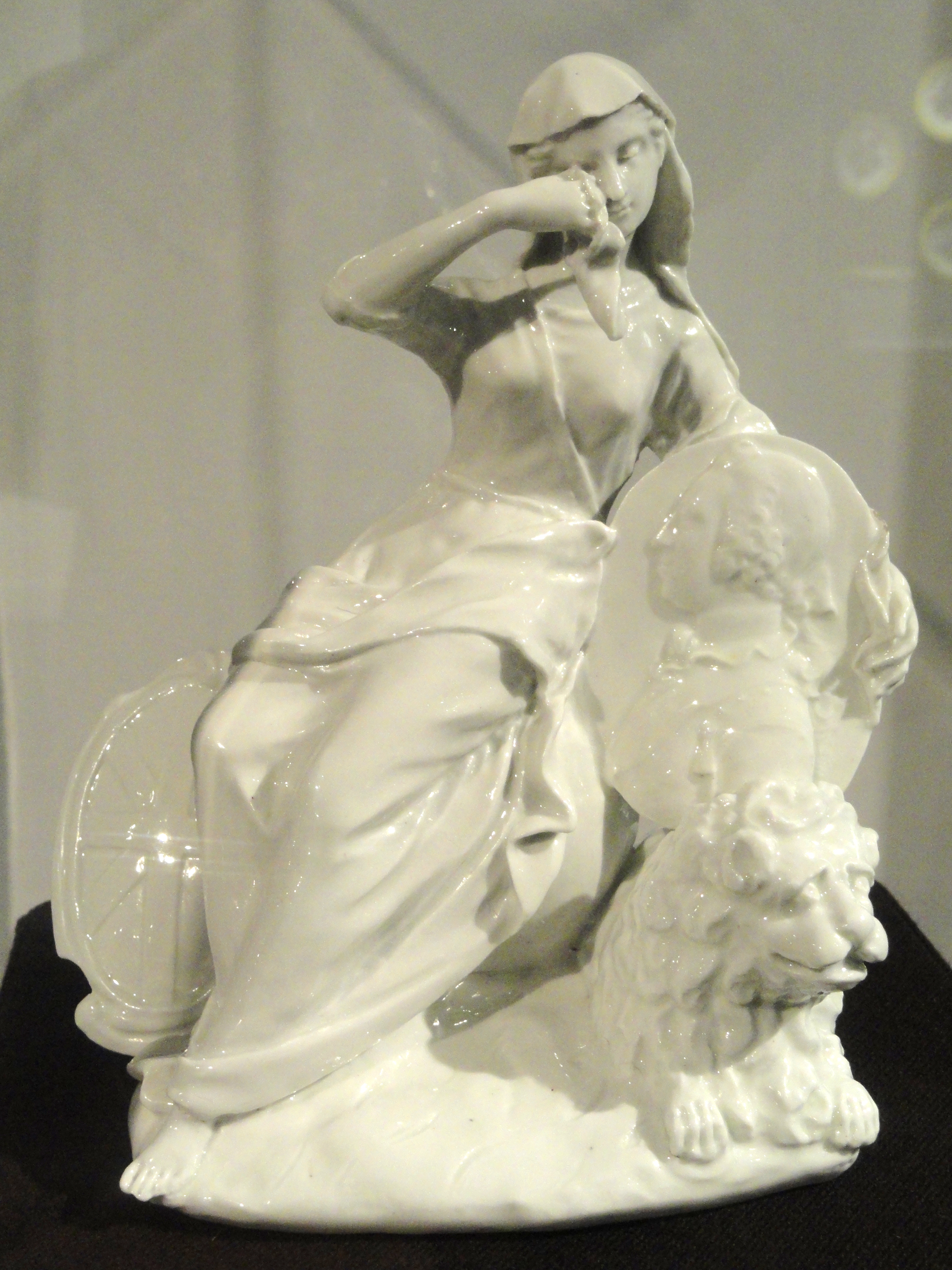
Статуетка «Британія в жалобі за Фредеріком, принцом Уельським», 1751

Фредерік, принц Уельський, помер у Лестер-гаузі в Лондоні 31 березня 1751 року (20 березня за старим стилем). Раніше причиною його смерті вважали абсцес легені, спричинений ударом під час гри в крикет або ударом реал-тенісного м'яча, проте зараз причиною смерті називають тромбоемболію легеневої артерії. Принца поховали у Вестмінстерському абатстві 13 квітня 1751 року. Він став останнім принцом Уельським, який не зійшов на престол.

## Титули та нагороди

### Титули
10 січня 1717 року отримав титул герцога Глостерського, проте коли він був зведений до рангу перів, то отримав титул герцога Единбурзького. 11 червня 1727 року отримав титул герцога Корнуольського, а 7 січня 1728 — принца Уельського.

### Нагороди
- 3 липня 1717: Лицар Ордену Підв'язки[51]

### Герб
У період між отриманням титулів герцога Корнуольського в 1726 році і принца Уельського в 1728 його герб мав вигляд державного, відрізняючись лише срібною етикеткою з трьох країв, центральна точка якої містить червоний хрест (англ. label argent of three points, the centre point bearing a cross gules). Коли він став принцом Уельським, то герб відрізнявся лише срібною етикеткою в трьох точках (англ. label argent of three points). Фредерік ніколи не успадкував у батька титул Скарбника Священної Римської імперії, тому червона накладка його ганноверського герба завжди залишалася пустою.

Герб Фредеріка, принца Уельського

## Родина

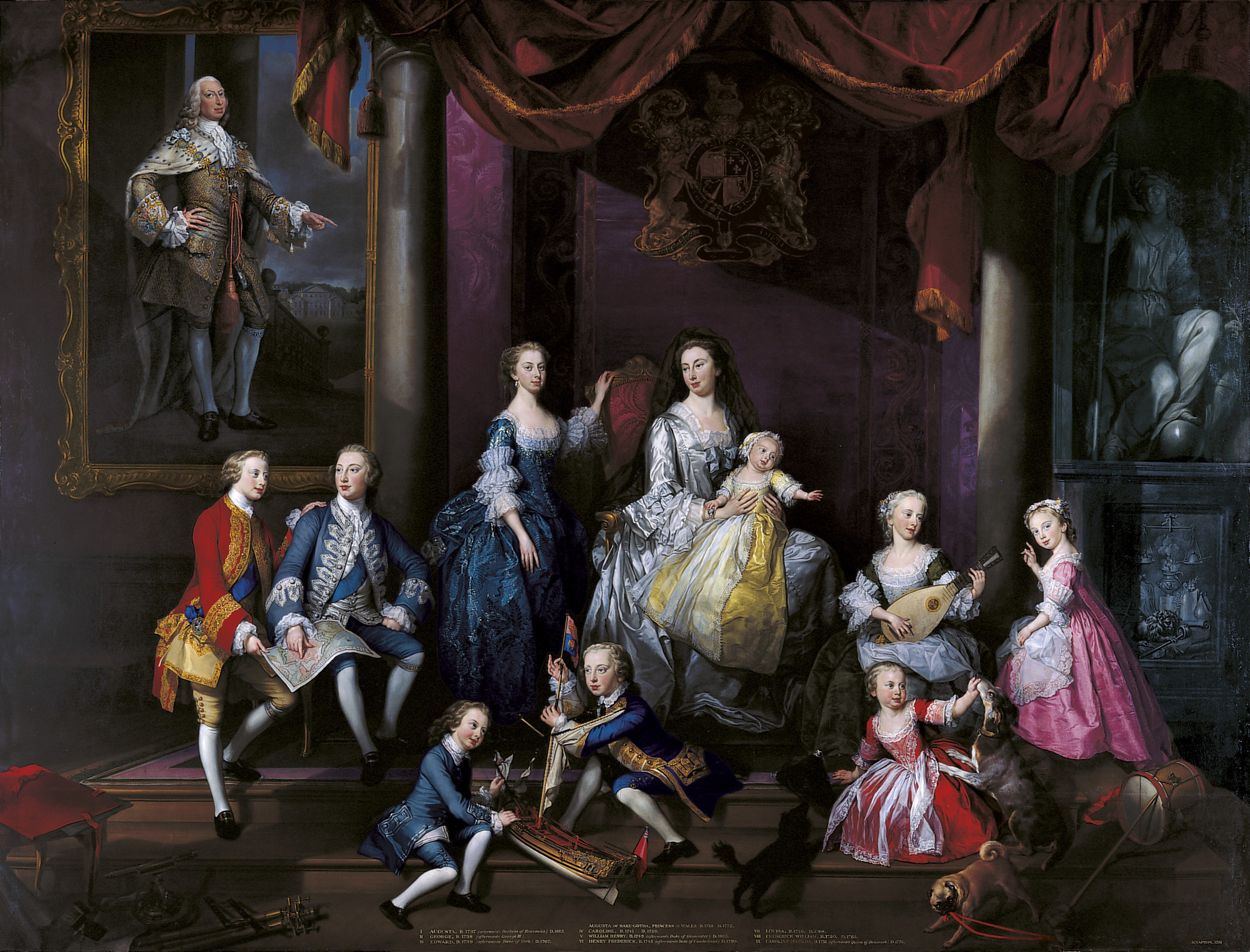
Родина Фредеріка, принца Уельського. Сам принц зображений на картині, повішеній на стіні, ліворуч. Джон Наптон, 1751

### Діти
| Ім'я                                            | Зображення | Народження        | Смерть          |
| ----------------------------------------------- | ---------- | ----------------- | --------------- |
| Від фаворитки Анни Вейн                         |            |                   |                 |
| ФітцФредерік Корнуолл Вейн                      |            | 4 червня 1732     | 23 лютого 1736  |
| Амелія Вейн                                     |            | 21 квітня 1733    | 22 квітня 1733  |
| Від коханки Маргарет, графині Марсак            |            |                   |                 |
| Чарлз Марсак                                    |            | 1736              | 22 грудня 1820  |
| Від принцеси Августи Саксен-Гота-Альтенбурзької |            |                   |                 |
| Августа                                         |            | 31 липня 1737     | 23 березня 1813 |
| Георг III                                       |            | 4 червня 1738     | 29 січня 1820   |
| Едуард                                          |            | 25 березня 1739   | 17 вересня 1767 |
| Єлизавета                                       |            | 10 січня 1741     | 4 вересня 1759  |
| Вільгельм Генріх                                |            | 25 листопада 1743 | 25 серпня 1805  |
| Генріх                                          |            | 7 листопада 1745  | 18 вересня 1790 |
| Луїза                                           |            | 19 березня 1749   | 13 травня 1768  |
| Фредерік                                        |            | 13 травня 1750    | 29 грудня 1765  |
| Кароліна Матильда                               |            | 11 липня 1751     | 10 травня 1775  |